# Carmen Félix
Carmen Victoria Félix Chaidez (Culiacán, 26 de octubre de 1985) es una ingeniera y científica espacial mexicana.
Carmen es maestra en Ciencias Espaciales, y candidata a científico-astronauta por el Instituto Internacional de Ciencias Astronáuticas (IIAS), con una formación de ingeniería en Electrónica y Telecomunicaciones. También es la primera astronauta análoga mexicana.

## Estudios
A los 17 años participó en el Congreso Internacional de Astronáutica en Houston. Tiempo después estudió Ingeniería en Electrónica y Comunicaciones, en el Instituto Tecnológico y de Estudios Superiores de Monterrey, fue becada para hacer la maestría en Ciencias Espaciales, en la Universidad Internacional del Espacio (ISU) en Francia. 
En 2010 realizó su pasantía en el Centro de Investigación Ames de la NASA en el Departamento de Pequeños Satélites.

## Trayectoria
En 2009 se unió a Space Generation Advisory Council, de la cual fue representante de México por cuatro años al finalizar su maestría; además fue manager del Space Generation Congress celebrado en septiembre del 2016.
En la NASA, Carmen empezó programas colaborativos entre México y NASA Ames para ofrecer la oportunidad a estudiantes mexicanos de hacer pasantías profesionales y programas de verano en este centro. También participó en los foros de consulta para la creación de la Agencia Espacial Mexicana (AEM), donde compartió sus ideas y propuestas para los inicios del ámbito espacial en su país. Desde la creación de AEM, Carmen ha apoyado a la agencia para la creación de proyectos en México, divulgación de la ciencia y ha sido invitada para impartir charlas sobre el tema de Seguridad Espacial, Misiones Análogas del Planeta Marte, y Entrenamiento de Astronautas.

En 2011 participó en un Mars Analogue, para la creación de un traje espacial específico diseñado para Marte, en conjunto con el Austrian Space Forum. 
Nos fuimos a las Minas de Riotinto en España, un lugar que parece desierto y que elegimos porque sus condiciones son parecidas a las que se pudieran presentar en Marte. Durante una semana acampamos en el lugar, y durante el día realizamos pruebas de movilidad y comunicación con el traje.
Posteriormente fue parte del equipo encargado de realizar simulaciones para recrear el medioambiente de Marte como parte del Mars Desert Research Station en Utah, en 2016. Por lo que se convirtió en la primera mexicana en participar en un estudio de esta índole.
Ha participado en eventos científicos, como parte del departamento de Space Business and Management, de la Universidad Internacional del Espacio, además de colaborar con proyectos del Centro Espacial Kennedy de la NASA y el Instituto Tecnológico de Florida.
Trabaja en la International Association for the Advancement of Space Safety (IAASS), en Holanda, donde dirige el tema aeroespacial en el capítulo holandés de la Red de Talentos Mexicanos en el Exterior.
En el 2018, Carmen se convirtió en la primera mexicana en ser seleccionada como candidata Científico-Astronauta por la IIAS, realizando vuelos acrobáticos, pruebas y operaciones en trajes espaciales, procedimientos para el egreso de cápsulas espaciales, así como procedimientos de emergencias y supervivencia en mar abierto. Ha participado en varias campañas de vuelos en microgravedad, realizando experimentos científicos para el Instituto de Tecnología de Massachusetts (MIT), pruebas en trajes espaciales y prendas con sensores biomédicos, en colaboración con la National Research Council Canada (CNRC-NRC) y la Agencia Espacial Canadiense.
Carmen ha sido referente nacional, como experta en materia espacial, por lo que ha sido invitada a participar como asesora en la creación de la Agencia Latinoamericana y Caribeña del Espacio, a presentar la temática espacial mexicana en el Congreso de la Unión en la Ciudad de México, y como experta en la incursión de México, por parte de la Secretaría de Relaciones Exteriores (SRE) en el Programa Artemis, programa estadounidense que tiene por objetivo regresar a la Luna y llevar en su tripulación a la primera mujer y la primera persona de color.
Los últimos 12 años, Carmen ha trabajado con el Consejo Asesor de la Generación Espacial, organización que apoya el programa de aplicaciones espaciales de la ONU. Fungió como el punto de contacto de México durante 4 años y ha dirigido iniciativas espaciales para las generaciones más jóvenes alrededor del mundo. Los últimos diez años ha trabajado en diversas misiones análogas de Marte como ingeniera, miembro de control de misión, planeación, responsable de la Cápsula de Comunicación e incluso directora de la misión en países como Austria, España, Estados Unidos, Países Bajos y Polonia.
Actualmente, Carmen reside en los Países Bajos y se enfoca en el desarrollo científico y de seguridad en sistemas espaciales. Es mentora del grupo PoSSUM 13 que busca dar oportunidades en el sector espacial y permitir a jóvenes mujeres de volar experimentos científicos en cero gravedad, para fomentar que más mujeres se interesen por carreras en STEM. Forma parte del grupo Mujeres Hacia el Espacio de la Agencia Espacial Mexicana, y de la Red de Mentoras del programa Niñas STEM Pueden de la SEP y la Organización para la Cooperación y el Desarrollo Económico (OECD). Es también miembro del consejo directivo de Start-Ups Mexicanas en el sector espacial.
Carmen disfruta inspirar a las nuevas generaciones y ayudar a los niños a alcanzar sus sueños. En 2022 participó en la serie de TV Misión Cosmos Mx que busca contar la historia de mujeres y niñas mexicanas en el sector espacial, para inspirar a las nuevas generaciones de niñas y jóvenes mujeres a sumarse al sector espacial. Se ha presentado en noticieros, revistas y programas de radio a nivel nacional e internacional.
Carmen ha recibido distinciones de SGAC como el SGC Leadership Award en 2017 y la Federación Internacional de Astronáutica como Young Space Leader 2017 y el Pioneer Award 2019 por su destacado trabajo. Fue incluida en la lista de Forbes de las 100 Mujeres más Poderosas de México en el 2017 y 2019, incluida en el Salón de Sinaloenses Ejemplares del Gobierno de Sinaloa, en la lista de las 50 Personas que Transforman a México, considerada entre las 100 historias de vida que se comparten en el libro Those Who Inspire: México en el libro Mexicanas que hicieron historia, y fue ganadora del premio Mujer Tec 2019 por el Tecnológico de Monterrey e incluida en los 75 Exatecs más destacados en el 2020. Recientemente, fue incluida en la lista de la Revista Time, de 80 Mexicanos que lideran desde la pasión, y el amor de su profesión.
El 16 de octubre de 2023, Carmen Félix Cháidez, se desempeñaba como una aspirante a astronauta científica, resaltó en su conferencia "Una sinaloense en la nueva carrera espacial" su firme determinación de convertirse en la primera mujer mexicana en viajar al espacio. Con una Maestría en Ciencias Espaciales y una sólida formación en Ingeniería en Electrónica y Telecomunicaciones, era la única mexicana en consideración para una posible misión suborbital junto a compañeras canadienses y estadounidenses. Carmen enfatizó la importancia de contar con el respaldo financiero de México para lograr este histórico hito, que podría materializarse en menos de un año, como parte del proyecto Artemis, que buscaba enviar a la primera mujer en la historia en un viaje alrededor de la Luna. Su misión era poner a México en la exploración espacial y representar al país en este emocionante desafío.